# Tursac
Tursac – miejscowość i gmina we Francji, w regionie Nowa Akwitania, w departamencie Dordogne.
Według danych na rok 1990 gminę zamieszkiwało 316 osób, a gęstość zaludnienia wynosiła 18 osób/km² (wśród 2290 gmin Akwitanii Tursac plasuje się na 864. miejscu pod względem liczby ludności, natomiast pod względem powierzchni na miejscu 632.).
Na granicy miejscowości Peyzac-le-Moustier i Tursac rzeka Vimont wpływa do Vézère.